# 中里村 (岩手県)
中里村（なかさとむら）は、昭和23年（1948年）岩手県西磐井郡にあった村。

## 地理
- 河川：北上川、磐井川

## 沿革
- 明治8年（1875年）10月17日 - 水沢県による村落統合にともない、中里村と前堀村が合併して中里村となり、作瀬村・樋口村・細谷村が合併して川辺村となる。
- 明治22年（1889年）4月1日 - 町村制施行にともない、中里村と川辺村が合併して新制の中里村が発足。
- 昭和23年（1948年）4月1日 - 一関町・山目町・真滝村と合併して一関市となる。